# Parafia św. Katarzyny Dziewicy i Męczennicy w Wolbromiu
Parafia św. Katarzyny Aleksandryjskiej Dziewicy i Męczennicy w Wolbromiu – rzymskokatolicka parafia, położona w dekanacie wolbromskim - św. Katarzyny, diecezji sosnowieckiej, metropolii częstochowskiej w Polsce. 

## Historia
Parafia utworzona prawdopodobnie po 1327 roku. Pierwszy kościół był drewniany. Murowany kościół parafialny został wzniesiony na przełomie wieku XV i XVI. Gruntowanie przebudowany w XVII wieku. Konsekrowany został w 1692 roku. 

## Wnętrze
Kościół św. Katarzyny może poszczycić się obrazami Pana Jezusa na krzyżu, św. Katarzyny – patronki kościoła oraz Matki Bożej Pocieszenia. Mieści się przy ulicy Krzywej.